# 松谷 (台東區)
松谷（日语：／ Matsugaya */?）是東京都台東區的地名，分一丁目至四丁目。2013年8月1日為止的人口有7,615人。郵遞區號111-0036。

## 地理
位於台東區中央。東與西淺草之間以合羽橋道具街通為界，南部與元淺草之間以淺草通為界，西部與東上野之間以左衛門橋通為界，北部與入谷之間以言問通為界。
町內主要為商店、辦公大樓、寺院、住居等混雜的地區。東端的合羽橋橋道具街通，餐具、業務用調理道具等專賣店林立，與西淺草組成的合羽橋道具街遠近馳名。東南端菊屋橋交差點有代表道具街的大型廚師地標。

## 歷史
1965年（昭和40年）實施新住居表示，淺草北松山町、淺草松葉町與部分入谷町合併成立現行的松谷。

### 地名由來
取自淺草北松山町、淺草松葉町的「松」與入谷町的「谷」。因雷同百貨店松屋（まつや），再加上「が」為「松が谷」。

## 交通
町域內沒有鐵路車站，可利用西北方的地下鐵日比谷線入谷站、西南方的地下鐵銀座線稻荷町站、東南方的地下鐵銀座線田原町站、東方的筑波快線淺草站。

## 設施
- 曹源寺 - 又稱「合羽寺」。
- 本覺寺
- 池之妙音寺
- 海禪寺
- 台東區立松葉小學校
- 台東區立入谷南公園
- 台東區立松葉公園
- 合羽橋道具街
- 松谷兒童館

## 備註
1. ↑  住民基本台帳による町丁名別世帯人口数 平成２５年８月１日現在[永久]